# Список послов СССР и России в Финляндии
В статье представлен список послов СССР и России в Финляндии.

## Хронология дипломатических отношений
- 31 декабря 1920 г. — установлены дипломатические отношения с РСФСР на уровне миссий.
- 23 июля 1923 г. — установлены дипломатические отношения с СССР на уровне миссий.
- 29 ноября 1939 г. — дипломатические отношения прерваны правительством СССР.
- 12 марта 1940 г. — дипломатические отношения восстановлены на уровне миссий.
- 22 июня 1941 г. — дипломатические отношения прерваны правительством Финляндии.
- 6 августа 1945 г. — дипломатические отношения восстановлены на уровне миссий.
- 18 июля 1954 г. — миссии преобразованы в посольства.